# Axel Foley
Axel Foley è il protagonista della quadrilogia cinematografica di  Beverly Hills Cop, interpretato da Eddie Murphy. Il personaggio ha avuto una tale popolarità che è stato inserito alla posizione numero 78 della classifica dei cento migliori personaggi cinematografici di tutti i tempi redatta da Empire.

## Biografia del personaggio

### Beverly Hills Cop - Un piedipiatti a Beverly Hills
In Beverly Hills Cop - Un piedipiatti a Beverly Hills Axel Foley è un poliziotto di Detroit che, dopo l'omicidio del suo amico Michael Tandino, si reca in California per indagare e rintracciare i killer, che ritiene gestiscano una galleria d'arte come copertura a Beverly Hills. Qui si ritrova a fare squadra con due detective del locale dipartimento di polizia, il giovane Billy Rosewood e l'anziano John Taggart, che inizialmente avrebbero dovuto sorvegliarlo, soprattutto dopo aver visto il modus operandi di Foley, del tutto non convenzionale e considerato inaccettabile dal capo della polizia di Los Angeles.

### Beverly Hills Cop II
In Beverly Hills Cop II - Un piedipiatti a Beverly Hills II Axel ritorna a Beverly Hills, dopo aver scoperto che il capitano Andrew Bogomil ha subìto un attentato. Ancora una volta fa squadra con il detective Billy Rosewood e il sergente John Taggart, che, contro gli ordini del loro nuovo capo Harold Lutz, aiutano Foley a scoprire la persona responsabile del tentato omicidio. Foley, Rosewood e Taggart scoprono presto che i "crimini dell'alfabeto", una serie di delitti che si sono verificati nella zona, sono guidati dal trafficante di armi Maxwell Dent spalleggiato dalla sua amante Karla Fry.

### Beverly Hills Cop III
In Beverly Hills Cop III - Un piedipiatti a Beverly Hills III Foley ritorna di nuovo a Beverly Hills. Durante un incarico, il suo capo, l'ispettore Todd, viene ucciso e alcune prove conducono a un parco di divertimenti chiamato "Wonderworld". All'arrivo a Beverly Hills, Axel cerca il suo vecchio amico Billy Rosewood che ha ottenuto il titolo di DDOJSIOC (vicedirettore del comando speciale interoperativo congiunto). Taggart è andato in pensione e un nuovo detective chiamato Jon Flint è il nuovo partner di Rosewood.

### Un piedipiatti a Beverly Hills - Axel F
Foley è ora un tenente di polizia a Detroit, le cui indagini sui crimini contro i suoi cari lo portano spesso a Beverly Hills e deve rinsaldare il rapporto con sua figlia, che ora è un avvocato.